# Heckler & Koch

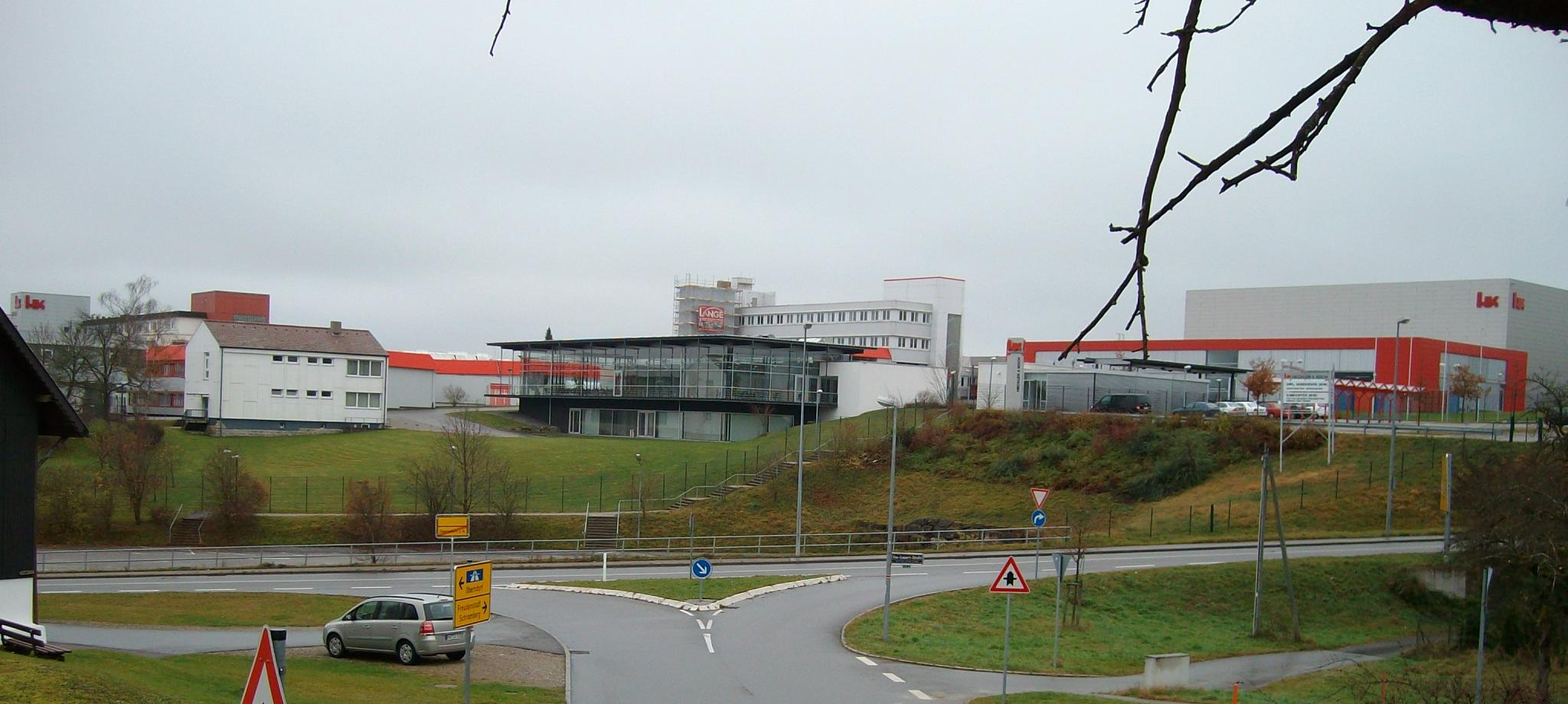
Fabryka Heckler & Koch w Oberndorfie

Heckler & Koch GmbH (H&K) – niemieckie przedsiębiorstwo zajmujące się produkcją broni strzeleckiej z siedzibą w mieście Oberndorf am Neckar. Spółka została założona 28 grudnia 1949 roku przez byłych inżynierów Mauser-Werke – Edmunda Hecklera, Theodora Kocha i Alexa Seidela. Dostarcza ona broń siłom policyjnym, zbrojnym i specjalnym wielu państw świata.
Do najbardziej rozpoznawalnych produktów H&K należą: pistolety USP i HK45, pistolety maszynowe MP5, MP7 i UMP, karabiny i karabinki automatyczne HK416, G3 i G36, karabiny maszynowe - MG3, MG4, MG5 oraz karabiny wyborowe PSG-1.
Spółka posiada spółkę zależną Heckler & Koch Sidearms GmbH zajmującą się produkcją na rynek cywilny oraz spółkę Heckler & Koch USA - powołaną w celu produkcji broni na rynek amerykański.